# لماجيات
اللَمَّاجِيَّات أو العناكب الكيسية (الاسم العلمي: Clubionidae)، تمتلك العناكب الكيسية تاريخًا تصنيفيًا محيرًا للغاية. تنتشر في معظم البلاد الحارة والمعتدلة الحرارة. جميعها مفترسة، صغيرة القد، أثوابها تتراوح بين الصهبة والشقحة. تعيش في عكادب بلوطية الشكل،
حريرية النواس، بيضاء اللون، تحبكها تحت قشور الأشجار أو تحت الحجارة وبينها.